# Phlegra etosha
Phlegra etosha är en spindelart som beskrevs av Logunov, Azarkina 2006. Phlegra etosha ingår i släktet Phlegra och familjen hoppspindlar. Inga underarter finns listade i Catalogue of Life.